# Swedish Open 2014 - Qualificazioni singolare femminile
Le qualificazioni del singolare femminile dello  Swedish Open 2014 sono state un torneo di tennis preliminare per accedere alla fase finale della manifestazione. I vincitori dell'ultimo turno sono entrati di diritto nel tabellone principale. In caso di ritiro di uno o più giocatori aventi diritto a questi sono subentrati i lucky loser, ossia i giocatori che hanno perso nell'ultimo turno ma che avevano una classifica più alta rispetto agli altri partecipanti che avevano comunque perso nel turno finale.

## Teste di serie
1. Arantxa Rus (ultimo turno)
2. Alizé Lim (ultimo turno)
3. Richèl Hogenkamp (qualificata)
4. Stephanie Vogt (primo turno)
5. María Irigoyen (primo turno)
6. Anett Kontaveit (qualificata)

1. Irina Falconi (primo turno)
2. Gioia Barbieri (ultimo turno)
3. Indy de Vroome (primo turno)
4. Diāna Marcinkēviča (primo turno)
5. Laura Siegemund (qualificata)
6. Julija Putinceva (qualificata)

## Qualificate
1. Tereza Martincová
2. Laura Siegemund
3. Richèl Hogenkamp

1. Julija Putinceva
2. Gabriela Dabrowski
3. Anett Kontaveit

## Tabellone

### Legenda
| - Q = Qualificato - WC = Wild card - LL = Lucky loser | - ALT = Alternate - SE = Special Exempt - PR = Protected Ranking | - w/o = Walkover - r = Ritirato - d = Squalificato |

### Sezione 1
|  | Primo turno | Primo turno       | Primo turno   | Primo turno | Primo turno |  |  | Ultimo turno | Ultimo turno      | Ultimo turno      | Ultimo turno | Ultimo turno |  |
|  |             |                   |               |             |             |  |  |              |                   |                   |              |              |  |
|  | 1           | Arantxa Rus       | Arantxa Rus   | 6           | 6           |  |  |              |                   |                   |              |              |  |
|  | WC          | Fanny Östlund     | Fanny Östlund | 4           | 3           |  |  | 1            | Arantxa Rus       | Arantxa Rus       | 1            | 2            |  |
|  |             | Tereza Martincová | 5             | 6           | 2           |  |  |              | Tereza Martincová | Tereza Martincová | 6            | 6            |  |
|  | 7           | Irina Falconi     | 7             | 2           | 0r          |  |  |              |                   |                   |              |              |  |

### Sezione 2
|  | Primo turno | Primo turno           | Primo turno           | Primo turno | Primo turno |  |  | Ultimo turno | Ultimo turno    | Ultimo turno    | Ultimo turno | Ultimo turno |  |
|  |             |                       |                       |             |             |  |  |              |                 |                 |              |              |  |
|  | 2           | Alizé Lim             | 3                     | 7           | 7           |  |  |              |                 |                 |              |              |  |
|  |             | Ulrikke Eikeri        | 6                     | 5           | 5           |  |  | 2            | Alizé Lim       | Alizé Lim       | 0            | 2            |  |
|  | WC          | Kajsa Rinaldo Persson | Kajsa Rinaldo Persson | 3           | 3           |  |  | 11           | Laura Siegemund | Laura Siegemund | 6            | 6            |  |
|  | 11          | Laura Siegemund       | Laura Siegemund       | 6           | 6           |  |  |              |                 |                 |              |              |  |

### Sezione 3
|  | Primo turno | Primo turno         | Primo turno    | Primo turno | Primo turno |  |  | Ultimo turno | Ultimo turno     | Ultimo turno | Ultimo turno | Ultimo turno |  |
|  |             |                     |                |             |             |  |  |              |                  |              |              |              |  |
|  | 3           | Richèl Hogenkamp    | 6              | 4           | 6           |  |  |              |                  |              |              |              |  |
|  |             | Maria Elena Camerin | 1              | 6           | 4           |  |  | 3            | Richèl Hogenkamp | 1            | 6            | 6            |  |
|  |             | Daniela Seguel      | Daniela Seguel | 3           | 0           |  |  | 8            | Gioia Barbieri   | 6            | 3            | 4            |  |
|  | 8           | Gioia Barbieri      | Gioia Barbieri | 6           | 6           |  |  |              |                  |              |              |              |  |

### Sezione 4
|  | Primo turno | Primo turno         | Primo turno         | Primo turno | Primo turno |  |  | Ultimo turno | Ultimo turno        | Ultimo turno | Ultimo turno | Ultimo turno |  |
|  |             |                     |                     |             |             |  |  |              |                     |              |              |              |  |
|  | 4           | Stephanie Vogt      | Stephanie Vogt      | 5           | 4           |  |  |              |                     |              |              |              |  |
|  |             | Kateryna Bondarenko | Kateryna Bondarenko | 7           | 6           |  |  |              | Kateryna Bondarenko | 4            | 6            | 0            |  |
|  |             | Laura Thorpe        | 6                   | 3           | 0           |  |  | 12           | Julija Putinceva    | 6            | 2            | 6            |  |
|  | 12          | Julija Putinceva    | 2                   | 6           | 6           |  |  |              |                     |              |              |              |  |

### Sezione 5
|  | Primo turno | Primo turno        | Primo turno        | Primo turno | Primo turno |  |  | Ultimo turno | Ultimo turno       | Ultimo turno | Ultimo turno | Ultimo turno |  |
|  |             |                    |                    |             |             |  |  |              |                    |              |              |              |  |
|  | 5           | María Irigoyen     | María Irigoyen     | 4           | 4           |  |  |              |                    |              |              |              |  |
|  |             | Gabriela Dabrowski | Gabriela Dabrowski | 6           | 6           |  |  |              | Gabriela Dabrowski | 4            | 7            | 6            |  |
|  | WC          | Susanne Celik      | 2                  | 6           | 6           |  |  | WC           | Susanne Celik      | 6            | 5            | 1            |  |
|  | 10          | Diāna Marcinkēviča | 6                  | 0           | 3           |  |  |              |                    |              |              |              |  |

### Sezione 6
|  | Primo turno | Primo turno     | Primo turno | Primo turno | Primo turno |  |  | Ultimo turno | Ultimo turno    | Ultimo turno | Ultimo turno | Ultimo turno |  |
|  |             |                 |             |             |             |  |  |              |                 |              |              |              |  |
|  | 6           | Anett Kontaveit | 2           | 6           | 6           |  |  |              |                 |              |              |              |  |
|  | WC          | Hilda Melander  | 6           | 2           | 4           |  |  | 6            | Anett Kontaveit | 6            | 2            | 6            |  |
|  |             | Eva Birnerová   | 7           | 3           | 6           |  |  |              | Eva Birnerová   | 4            | 6            | 1            |  |
|  | 9           | Indy de Vroome  | 5           | 6           | 3           |  |  |              |                 |              |              |              |  |